# Трегоза
Трегоза (порт. Tregosa)  —  район (фрегезия) в Португалии,  входит в округ Брага. Является составной частью муниципалитета  Барселуш. Находится в составе крупной городской агломерации Большое Минью. По старому административному делению входил в провинцию Минью. Входит в экономико-статистический  субрегион Каваду, который входит в Северный регион. Население составляет 695 человек на 2001 год. Занимает площадь 5,05 км².